# Наволок (Котласский район)
Наволок — деревня в Котласском районе Архангельской области.

## География
Находится в юго-восточной части Архангельской области, к северу от автодороги А123, на расстоянии приблизительно 42 км на восток-северо-восток по прямой от города Котлас в пойме устья реки Виледь.

## История
Известна с конца XVIII века, по сообщению местного краеведа упоминалась в 1787 году. До 2022 года деревня входила в Черёмушское сельское поселение до его упразднения.

## Население
Численность населения: 10 человек (русские 100 %) в 2002 году, 6 в 2010.